# Katolička Crkva u Andori
Katolička Crkva u Andori je vjerska zajednica u Andori, dio opće Katoličke Crkve u punom zajedništvu s rimskom kurijom i papom. U Andori je 2012. živjelo 75.000 katolika, dok je ukupn broj stanovnika iznosio 76.246 osoba. Andora je dio španjolske biskupije Urgell, a biskup od Urgella je i doknez Andore zajedno s francuskim predsjednikom.
Apostolski nuncij u Andori je nadbiskup Renzo Fratini.

## Rimokatolička Crkva
Od svih katolika u Andori prevladavaju rimokatolici.

## Vanjske poveznice
- Službene stranice Katoličke Crkve u Andori  Arhivirana inačica izvorne stranice od 5. ožujka 2006. (Wayback Machine)